# Peter Chen
Le professeur Peter Pin-Shan Chen, né le 3 janvier 1947, est généralement considéré comme l'inventeur du modèle entité-association (modèle EA), aussi appelé modèle entité-relation et connu internationalement comme modèle ER (Entity-Relationship). Diplômé de l'université nationale de Taiwan (bachelor en génie électrique, 1968), et de l'université Harvard (doctorat en informatique et mathématiques appliquées, 1973), Peter Chen est titulaire du titre M. J. Foster Distinguished Chair Professor of Computer Science à l’université d'État de Louisiane, États-Unis, depuis 1983. 

## Importance du modèle entité-association
Le modèle EA est à la base de plusieurs méthodologies d'analyse et conception de systèmes d'information, d’outils de génie logiciel (Computer-Aided Software Engineering (CASE)), et de systèmes de stockage de données (repository systems), dont le IBM Repository Manager/MVS et le DEC's CDD/Plus. Les termes modèle entité-relation, diagramme entité-relation et Peter Chen sont utilisés couramment dans les dictionnaires en ligne, livres, articles, pages Web, cours et brochures de produits commerciaux.
C'est un article de Peter Chen qui a imposé le modèle EA sur la scène internationale. Cet article est l’un des articles les plus cités dans le monde du logiciel informatique. Une récente étude réalisée parmi mille professeurs d’informatique a classé cet article de Peter Chen parmi les 38 articles ayant eu le plus d'influence en informatique. Le succès du modèle EA dans la communauté scientifique est à l'origine du lancement d'une série de conférences internationales (ER Conference on Conceptual Modeling, 26e édition en 2007) considérées comme les meilleures conférences dans le domaine. En reconnaissance de ses mérites, l'Association for Computing Machinery a attribué en 1998 à Peter Chen le grade de ACM Fellow.
De nos jours, pratiquement tous les ouvrages de référence sur les bases de données ou la conception de systèmes d’information consacrent au moins un chapitre au modèle entité-association. Le modèle est aussi au programme de la plupart des cours sur la gestion de l’information. Par exemple, à l’université d'État de Louisiane, le modèle EA est enseigné dans trois facultés différentes : dans la faculté des sciences de base (en section d’informatique), dans la faculté de business (en section des systèmes d’information et de décision) et en faculté d’ingénierie (section d’ingénierie industrielle et productique). Dans d’autres universités, le modèle EA est également enseigné dans plusieurs facultés et diverses sections : à l'UC Berkeley, par exemple, on enseigne le modèle EA dans deux ou trois cours à l’École de gestion de l’information. À l’université de Pennsylvanie, Drexel, tout comme à l’université de Virginie et à l’université de Hong Kong, il est enseigné dans les cours de biologie computationnelle et bio-informatique. Il y a également d’autres cours universitaires présentant le modèle EA. 
En consultant une base de données de citations, contenant le nombre de fois qu’un article est mentionné, il s’avère que l’article de Peter Chen est le 35e article le plus cité en informatique. C’est le 4e article le plus téléchargé sur la librairie digitale de l’ACM (http://portal.acm.org/dl.cfm) en janvier 2005, bien qu’il ait été publié plus de 30 ans auparavant. Le travail du professeur Chen est aussi fréquemment mentionné dans un livre grand public publié en 1993, Software Challenges, édité par Time-Life Books dans la série Understanding computers (Comprendre les ordinateurs).
Le modèle EA a été adopté comme métamodèle ANSI Standard dans l'Information Resource Directory System (http://acronyms.thefreedictionary.com/Information+Resource+Dictionary+System) (IRDS), et son approche est considérée, par plusieurs enquêtes réalisées dans les entreprises Fortune 500, comme l’une des meilleures méthodologies pour la conception de bases de données et pour le développement de systèmes d'information.
Le travail du professeur Chen a constitué une pierre angulaire dans le développement du génie logiciel, en particulier pour le génie logiciel assisté par ordinateur. À la fin des années 1980 et au début des années 1990, l’environnement de cycle de développement d’application (Application Development Cycle) d’IBM ainsi que le DB2 repository (RM/MVS) se sont basés sur le modèle EA. Des systèmes de repository d’autres vendeurs, tels que Digital’s CDD+, se sont aussi basés sur le modèle EA. Par ses recherches et ses séminaires sur les méthodes de développement de systèmes structurés, le professeur Chen a eu un grand impact sur l’industrie du génie logiciel assisté par ordinateur. Le modèle EA a influencé la plupart des plus importants outils de génie logiciel assisté par ordinateur, dont ERWIN de Computer Associates (http://www.ca.com/us/products/product.aspx?id=260), Designer/2000 d'Oracle Corporation (http://www.aisintl.com/case/products/oracle/designer-2000.html), et PowerDesigner de Sybase (et même un outil générique de dessin tel que Microsoft Visio), ainsi que le standard IDEF1X.
Le concept d'hypertexte, qui a fait la  notoriété du World Wide Web, est très similaire au concept principal du modèle EA. En tant qu’expert invité à plusieurs groupes de travail XML du World Wide Web Consortium (W3C), le professeur Chen étudie actuellement les similarités entre ces deux domaines.
Le modèle EA est aussi à la base de travaux récents sur l’analyse orientée objet, les méthodologies de conception et le Web sémantique. Le langage de modélisation UML a ses racines dans le modèle EA.

## Récompenses
Peter Chen a été lauréat de nombreux prix prestigieux dans plusieurs domaines des technologies de l’information. Il a reçu les récompenses Data Resource Management Technology Award de la Data Administration Management Association de New York en 1990  et le prix Achievement Award in Information Management de DAMA International en 2000. Il a rejoint le Data management Hall of Fame en 2000 également. Il a reçu le Stevens Award in Software Method Innovation en 2001. Ce prix a été remis lors de la conférence IEEE International Conference on Software Maintenance à Florence, le 8 novembre 2001. En 2003, Peter Chen a reçu le prix IEEE Harry Goode Award à la réunion de l’IEEE-CS Board of Governors à San Diego. Parmi les scientifiques qui ont reçu ce prix, on compte les inventeurs de l’ordinateur, de la mémoire centrale et des semi-conducteurs. Au banquet de l’ACM de San Diego en juin 2003, le prix ACM/AAAI Allen Newell Award lui a été remis. En 2004, il a reçu le prix Pan Wen-Yuan Outstanding Research Award. Depuis 1997, ces prix sont attribués chaque année à trois personnes : un Taïwanais, un Chinois, et une personne étrangère à ces deux pays. Ils concernent les domaines comme l’électronique, les télécommunications, les semi-conducteurs, l’informatique, le hardware/software, les technologies de l'information et la science de l'information. En 2003, le lauréat étranger était le professeur Andrew Yao, de l’Université de Princeton, qui a aussi été récompensé par le prix Turing.

## Source
- La version anglaise de Wikipédia